# Bill Garnett
Pour les articles homonymes, voir Garnett.
William Patrick "Bill" Garnett, né le 22 avril 1960 à Kansas City au Missouri, est un joueur américain de basket-ball.